# Nephrophyllidium crista-galli
Espèce
Statut de conservation UICN

 LC  : Préoccupation mineure
Nephrophyllidium crista-galli est une espèce de plantes à fleurs de la famille des Menyanthaceae. Il s'agit d'une espèce aquatique monotypique, elle est la seule espèce du genre Nephrophyllidium. Nephrophyllidium est communément connu sous le nom de deer cabbage,.

## Description
Ce sont des plantes des zones humides avec des feuilles basales réniforme et crénelées. Les fleurs sont blanches et divisées en cinq parties, les pétales sont ornés d'ailes latérales et d'une carène médiane. Les Nephrophyllidium sont très proches des Menyanthes, dont le port est très similaire. 

## Répartition et habitat
L'aire de répartition indigène de cette espèce s'étend de l'Alaska à l'Oregon. Elle pousse principalement dans le biome tempéré
. On trouve Nephrophyllidium crista-galli dans le Pacifique nord-ouest de l'Amérique, au Canada et au Japon
.

## Liste des sous-espèces
Selon GBIF (3 novembre 2024) :
- Nephrophyllidium crista-galli subsp. crista-galli
- Nephrophyllidium crista-galli subsp. japonicum (Franch.) Yonek. & H.Ohashi

## Systématique
Le nom correct complet (avec auteur) de ce taxon est Nephrophyllidium crista-galli (Menzies ex Hook.) Gilg.
L'espèce a été initialement classée dans le genre Menyanthes sous le basionyme Menyanthes crista-galli Menzies ex Hook.. 
L'IAPT a déterminé qu'un synonyme antérieur du genre, Fauria Franch., ressemblait trop au genre Faurea (Proteaceae), et a donc conservé Nephrophyllidium comme nom de genre accepté.
Ce taxon porte en français le nom vernaculaire ou normalisé suivant : faurie à crête de coq.
Nephrophyllidium crista-galli a pour synonyme :
- Villarsia crista-galli (Menzies ex Hook.) Griseb.